# Shahid Bahman Bagheri

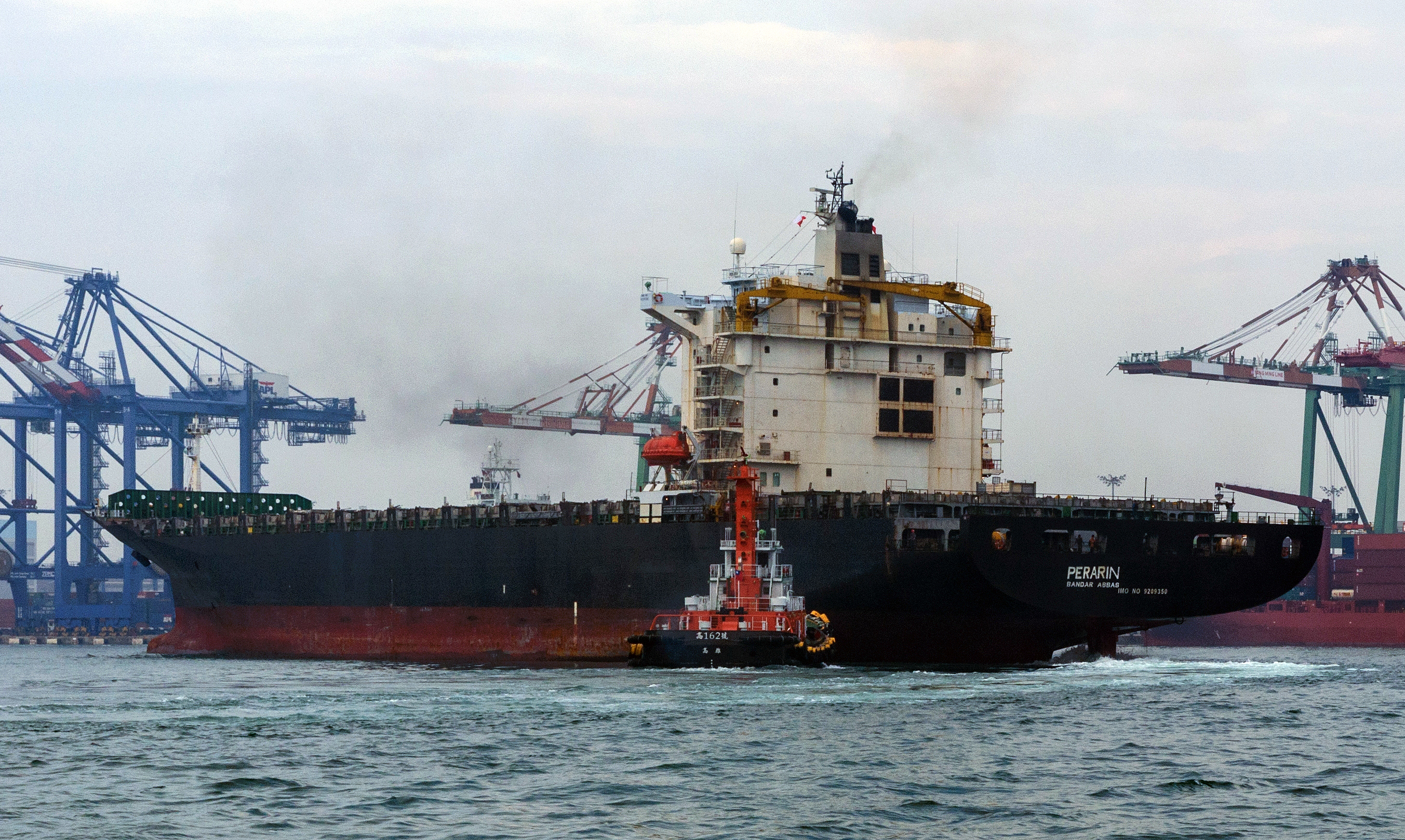
Perarin 2013 vor dem Umbau

Die Shahid Bahman Bagheri ist ein zum Drohnenträger umgebautes Containerschiff der Marine der Islamischen Revolutionsgarde (IRGCN), das Hubschrauber, kleinere Schiffe, Raketen und Drohnen (UAV) mitführen kann. Gemäß den Namensgebungskonventionen der IRGCN wurde sie nach Bahman Bagheri benannt, einem Märtyrer (Shahid) und Kommandanten der IRGCN, der am 29. April 1997 in Pathak im Irak bei einem Gefecht während des Iran-Irak-Kriegs ums Leben kam. Die Fertigstellung des Umbaus wurde im August 2024 bekannt gegeben. Die Shahid Bahman Bagheri ist der erste reine Kampfdrohnenträger der Welt, der auch von Anbeginn des Umbaus als solcher konzipiert wurde.

## Schiffsdaten

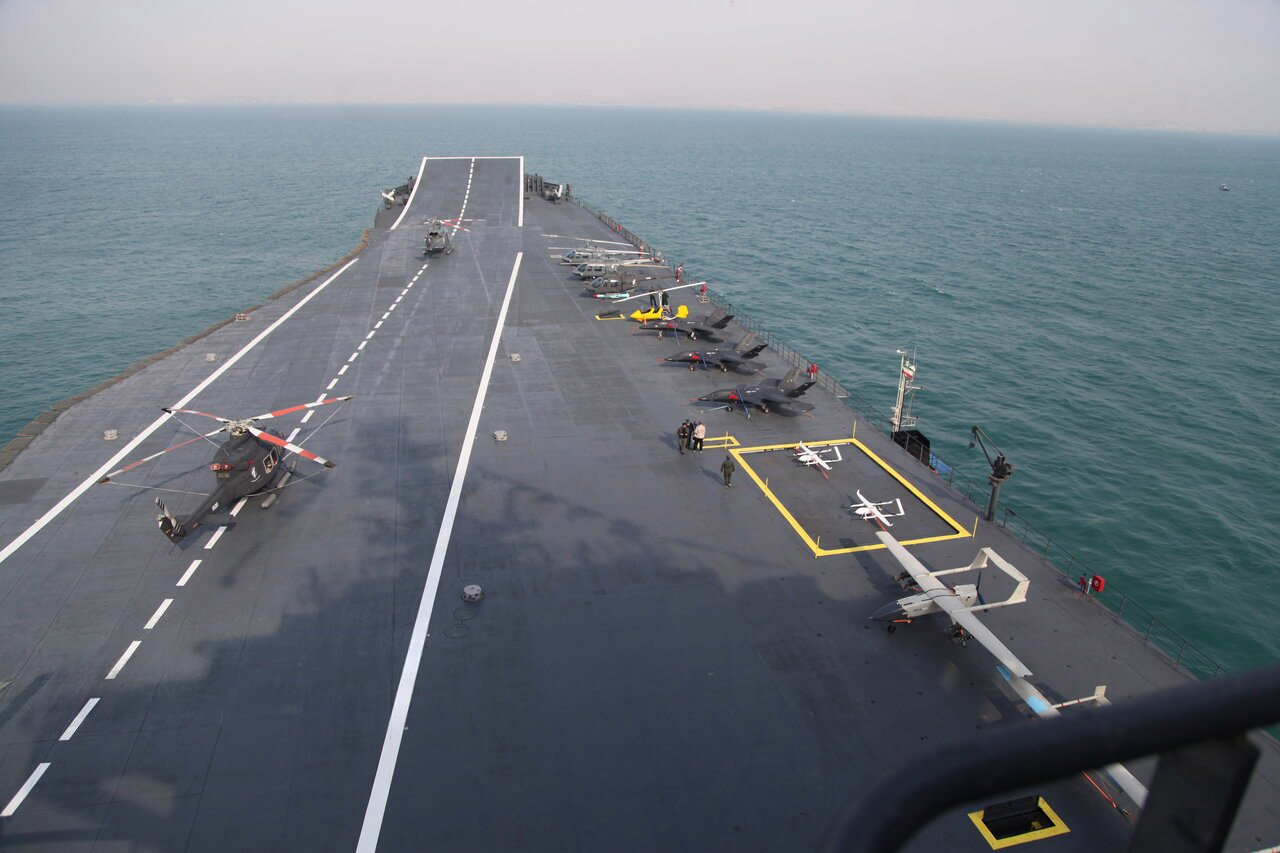
Flugdeck

Das Schiff hat 240 Meter Länge und 32 Meter Breite. Als Containerschiff hatte es 36.014 Bruttoregistertonnen. Die schräge Start- und Landebahn misst 170 × 18 m Länge. Durch die Schräglage der Start- und Landebahn umgeht man die Aufbauten des Schiffs, das in seiner ursprünglichen Form beibehalten wurde. Am Bug installierte man einen Sprungschanze wie beim russischen Flugzeugträger Admiral Kusnezow. Hinter dem Deckshaus auf dem Heck des Schiffes befindet sich ein Hubschrauberlandeplatz. Trotz seiner Größe wurde das Schiff nur als Drohnenträger in Dienst gestellt. Bei den Drohnen, die im Februar 2025 an Bord zu sehen waren, handelte es sich um Jet-Stealth-Drohnen JAS-313 und Propeller-angetriebene Drohnen Qods Mohajer-6, Ababil-3N und Homa. Zudem sind acht Kowsar-222-Raketenstarter und acht Startvorrichtungen für Schiffsabwehr-Marschflugkörper an Bord. Das Schiff kann außerdem mit ballistischen Raketen vom Typ Zolfaqar Basir mit einer Reichweite von 700 km, Marschflugkörpern vom Typ Qadr-474 mit einer Reichweite von bis zu 2000 km sowie Luftabwehrsystemen mittlerer Reichweite bewaffnet werden. Das Unterdeck soll außerdem in der Lage sein, etwa 30 Schnellboote der Achoura-Klasse zu transportieren. Die Schnellboote werden mithilfe von Aufzügen durch seitliche Öffnungen ins Wasser abgesenkt und gehoben. Die Schnellboote sind mit Mehrzweckraketen vom Typ Kowsar-222 gegen Luft- und gegen Oberflächenziele mit einer Reichweite von bis zu 17 km oder Kowsar-200 mit einer Reichweite von 5 bis 7 km bewaffnet. Es wird zudem über die Ausstattung mit Booten vom Typ Zulficar, einer Art Symbiose aus einem Schnellboot und einem Kleinst-U-Boot, wird spekuliert.
Das Schiff wird von einer MAN B & W Type 8 S70 MC-C Motor angetrieben. Es erreicht einen Geschwindigkeit von mehr als 20 Knoten. Bei einer Reichweite von 22.000 Seemeilen, ermöglicht so die Präsenz und den Betrieb für ein Jahr ohne die Notwendigkeit des Auftankens.
Was von diesen Daten allerdings tatsächlich stimmt, lässt sich nur schwer nachvollziehen. Veröffentlichte Aufnahmen, die Drohnen beim Starten zeigen sollen, lassen wohl eher auf ferngesteuerte Modellflugzeuge anstatt vollwertiger Drohnen schließen.

## Geschichte
Die Shahid Bahman Bagheri entstand als Umbau des Containerschiffs Perarin von 2022 bis 2024 in der Iran Shipbuilding & Offshore Industries Complex Company Werft westlich von Bandar Abbas. Das Schiff war 2000 ursprünglich als Containerschiff von Hyundai Heavy Industries gebaut worden. Es fuhr unter iranischer Flagge zunächst unter dem Namen Sarvin und später Perarin.
Im Februar 2025 wurde das Schiff in Gegenwart des Kommandeurs der Revolutionsgarden Konteradmiral Alireza Tangsiri öffentlich präsentiert. Er bezeichnete den Umbau als das größte Marine-Projekt in der Geschichte der Islamischen Republik. Es könnten auch Langstreckenraketen abgefeuert werden. Generalmajor Hussein Salami, Kommandeur der Revolutionsgarden, erklärte, der Iran versuche niemanden einzuschüchtern, aber "...wir werden uns der Drohung keiner Macht beugen". Generalmajor Mohammad Bagheri, Chef des Stabes der Streitkräfte der Islamischen Republik Iran, bezeichnete das Schiff als mobile Basis, die autonom in allen Gewässern der Welt operieren könne. Laut staatlicher Nachrichtenagentur Irna kann das Schiff bis zu 60 Drohnen transportieren.